# Zhangqiao (köpinghuvudort i Kina, Jiangsu Sheng, lat 32,12, long 120,06)
Zhangqiao är en köpinghuvudort i Kina. Den ligger i provinsen Jiangsu, i den östra delen av landet, omkring 120 kilometer öster om provinshuvudstaden Nanjing. Antalet invånare är 44 420. Befolkningen består av 22 842 kvinnor och 21 578 män. Barn under 15 år utgör 9,0 %, vuxna 15-64 år 70 %, och äldre över 65 år 19,0 %.
Runt Zhangqiao är det tätbefolkat, med 735 invånare per kvadratkilometer. Närmaste större samhälle är Chunjiang, 20,0 km söder om Zhangqiao. Trakten runt Zhangqiao består till största delen av jordbruksmark.
Genomsnittlig årsnederbörd är 1 307 millimeter. Den regnigaste månaden är juli, med i genomsnitt 264 mm nederbörd, och den torraste är januari, med 34 mm nederbörd.